# كورجون طويل الفك
كورجون طويل الفك (الاسم العلمي:Coregonus alpenae) (بالإنجليزية: Longjaw cisco)‏ هو نوع من الأسماك يتبع جنس الكورجون من فصيلة سمك السلمون.